# 1915 na ciência

## Eventos
- Albert Einstein: teoria da relatividade geral – também David Hilbert
- Karl Schwarzschild: descoberta do Schwarzschild radius levando a identificação dos buracos negros

## Nascimentos
| Data            | Nome                    | Profissão                      | Nacionalidade            | Observações                                                                              | Ref               |
| --------------- | ----------------------- | ------------------------------ | ------------------------ | ---------------------------------------------------------------------------------------- | ----------------- |
| 5 de fevereiro  | Robert Hofstadter       | físico                         | Estados Unidos           | m. 1990 Nobel da Física 1961                                                             | [ 1 ]             |
| 11 de fevereiro | Richard Hamming         | matemático                     | Estados Unidos           | m. 1998                                                                                  |                   |
| 21 de fevereiro | Evgeny Lifshitz         | físico                         | União Soviética          | m. 1985 Prémio Lenin 1962                                                                |                   |
| 5 de março      | Laurent Schwartz        | matemático                     | França                   | m. 2002 Medalha Fields 1950                                                              | [ 2 ]             |
| 16 de março     | Kunihiko Kodaira        | matemático                     | Japão                    | m. 1997 Medalha Fields 1954 Prémio Wolf de Matemática 1984/5                             | [ 2 ] [ 3 ]       |
| 5 de abril      | Henri Gastaut           | neurologista                   | França                   | m. 1995                                                                                  |                   |
| 15 de maio      | Paul Samuelson          | economista                     | Estados Unidos           | m. 2009                                                                                  |                   |
| 16 de junho     | John Tukey              | estatístico                    | Estados Unidos           | m. 2000 Medallha de Honra IEEE 1982                                                      | [ 4 ]             |
| 24 de junho     | Fred Hoyle              | astrônomo                      | Reino Unido              | m. 2001                                                                                  |                   |
| 28 de julho     | Charles Hard Townes     | físico                         | Estados Unidos           | m. 2015 Nobel da Física 1964 Medallha de Honra IEEE 1967 Medalha de Ouro Lomonossov 2000 | [ 1 ] [ 4 ] [ 5 ] |
| 27 de agosto    | Norman Foster Ramsey    | físico                         | Estados Unidos           | m. 2011 Nobel da Física 1989 Medallha de Honra IEEE 1984                                 | [ 1 ] [ 4 ]       |
| 7 de setembro   | Kiyoshi Ito             | matemático                     | Japão                    | m. 2008 Prémio Kyoto 1998                                                                | [ 6 ]             |
| 23 de setembro  | Clifford Glenwood Shull | físico                         | Estados Unidos           | m. 2001 Nobel da Física 1994                                                             | [ 1 ]             |
| 13 de outubro   | Arthur Burks            | matemático                     | Estados Unidos           | m. 2008                                                                                  |                   |
| 16 de novembro  | Aluísio Marques Leal    | farmacêutico                   | Portugal                 | m. 2016                                                                                  |                   |
| 30 de novembro  | Henry Taube             | químico                        | Canadá / Estados Unidos  | m. 2005 Nobel da Química 1983                                                            | [ 7 ]             |
| 12 de dezembro  | Augusto Ruschi          | naturalista                    | Brasil                   | m. 1986                                                                                  |                   |
| 15 de dezembro  | Anatole Abragam         | físico                         | União Soviética / França | m. 2011 Medalha Lorentz 1982 Medalha Matteucci 1992 Medalha de Ouro Lomonossov 1995      | [ 8 ] [ 9 ] [ 5 ] |
| ??              | Ronald Rivlin           | físico, matemático, reologista | Reino Unido              | m. 2005 Medalha Theodore von Karman 1993 Medalha Timoshenko 1987                         | [ 10 ] [ 11 ]     |

## Mortes
| Data           | Nome                   | Profissão               | Nacionalidade           | Observações | Ref |
| -------------- | ---------------------- | ----------------------- | ----------------------- | ----------- | --- |
| 1 de março     | James Geikie           | geólogo                 | Reino Unido             | n. 1839     |     |
| 4 de maio      | William Richard Gowers | neurologista            | Reino Unido             | n. 1845     |     |
| 13 de maio     | Morgan Crofton         | matemático              | Reino Unido             | n. 1826     |     |
| 7 de outubro   | Friedrich Hasenöhrl    | matemático e físico     | Áustria                 | n. 1874     |     |
| 27 de novembro | Orville Derby          | geólogo e geógrafo      | Estados Unidos / Brasil | n. 1851     |     |
| 19 de dezembro | Alois Alzheimer        | neurologista            | Alemanha                | n. 1864     |     |
| ??             | Edmond Gustave Camus   | botânico e farmacêutico | França                  | n. 1852     |     |

## Prémios

### Medalha Bigsby
- Henry Hubert Hayden[12]

### Medalha Bruce
- W. Wallace Campbell[13]

### Medalha Copley
- Ivan Pavlov[14]

### Medalha Davy
- Paul Sabatie[15]

### Medalha Guy de prata
- S.J. Chapman[16]

### Medalha Hughes
- Paul Langevin[17]

### Medalha Lyell
- Edmund Johnston Garwood[18]

### Medalha Matteucci
- Johannes Stark[9], William Henry Bragg[9] e William Lawrence Bragg[9]

### Medalha Murchison
- William Whitehead Watts[19]

### Medalha de Ouro da Royal Astronomical Society
- Alfred Fowler[20]

### Medalha Real
- Matemática - Joseph Larmor[21]
- Etnologia - William Halse Rivers Rivers[21]

### Medalha Wollaston
- Edgeworth David[22]

### Prémio Nobel
- Física - William Bragg[1], Lawrence Bragg[1].
- Química - Richard Willstätter[7].
- Medicina - Não houve prêmio.

### Prémio Rumford
- Charles Greeley Abbot[23]